# جنی پرت
جنی پرت (انگلیسی: Jenny Perret؛ زادهٔ ۲۳ دسامبر ۱۹۹۱) ورزشکار کرلینگ اهل سوئیس است.